# Unión Democrática de Pensionistas
Unión Democráticas de Pensionistas y Jubilados de España, más conocida como UDP o Unión Democráticas de Pensionistas es una asociación enfocada en la reivindicación de los derechos de las personas mayores en España. La organización surge en 1977, con la llegada de la Transición democrática en el país, en Madrid. La Asociación Provincial de Pensionistas de la provincia homónima comienza a establecer relaciones con las de otras provincias españolas, las cuales tenían las mismas «inquietudes», con el objetivo de iniciar discusiones y alcanzar un acuerdo común. El 20 de noviembre de ese mismo año, se llevó a cabo el Congreso de Madrid, donde acudieron 45 personas de diferentes provincias, para alcanzar una unión que pudiera representar a todos los colectivos.
Actualmente la organización está presente en 40 de las 50 provincias que conforman España, así como en la Ciudad Autónoma de Ceuta.
- Datos: Q110427783